# Siodło tureckie
Siodło tureckie (łac. sella turcica) – w anatomii człowieka środkowy odcinek górnej powierzchni trzonu kości klinowej, leżący w dole środkowym czaszki. Przed nim znajduje się guzek siodła (łac. tuberculum sellae) i bruzda przedskrzyżowania wzrokowego, inaczej bruzda skrzyżowania (łac. sulcus prechiasmatis, sulcus prechiasmaticus, sulcus chiasmatis), za siodłem – czworokątny grzbiet siodła (łac. dorsum sellae), a po obu jego bokach – bruzda tętnicy szyjnej (łac. sulcus caroticus). W lekkim wgłębieniu na siodle – dole przysadki (łac. fossa hypophysialis) – leży przysadka mózgowa (łac. hypophysis).